# István Bittó

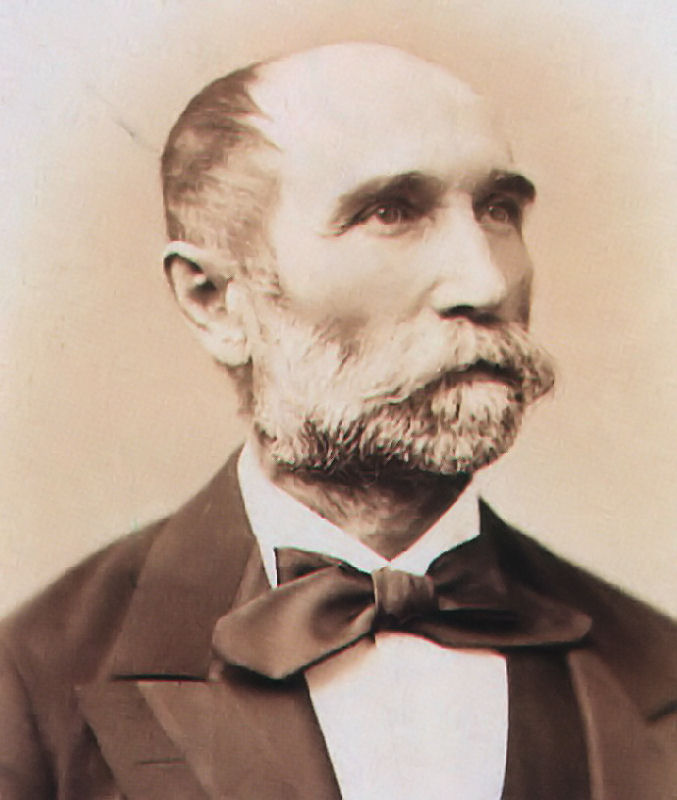
István Bittó

Graaf István Bittó von Sárosfalva (Sárosfa, 3 mei 1822 - Boedapest 7 maart) 1903 was een Hongaars politicus en premier van Hongarije van 1874 tot 1875.

## Leven
Bittó studeerde rechten en ging vervolgens in juridische staatsdienst. Hij nam als revolutionair deel aan de Hongaarse Revolutie van 1848 en was toen lid van de Hongaarse Landdag. Na de Hongaarse nederlaag in 1849 vluchtte hij naar het buitenland en keerde terug naar Hongarije in 1851. Vanaf 1861 was hij afgevaardigde in de Landdag voor de liberale partij van Ferenc Deák.
Na de Ausgleich was Bittó van 1869 tot 1872 vicevoorzitter van het lagerhuis van de Hongaarse Rijksdag en in 1871 en 1872 was hij minister van Justitie in de regering van Menyhért Lónyay. Op 1 maart 1874 werd hij door keizer-koning Frans Jozef tot premier van Hongarije benoemd, een ambt dat hij uitoefende tot 2 maart van het jaar erop, toen hij werd vervangen door Béla Wenckheim. Tijdens de regeerperiode van Kálmán Tisza was Bittó een van de weinige leden van de oppositie die voorheen tot de Liberale Partij behoorden. Van 1899 tot aan zijn dood in 1903 was hij lid van het Hongaarse Magnatenhuis.